# 月毛

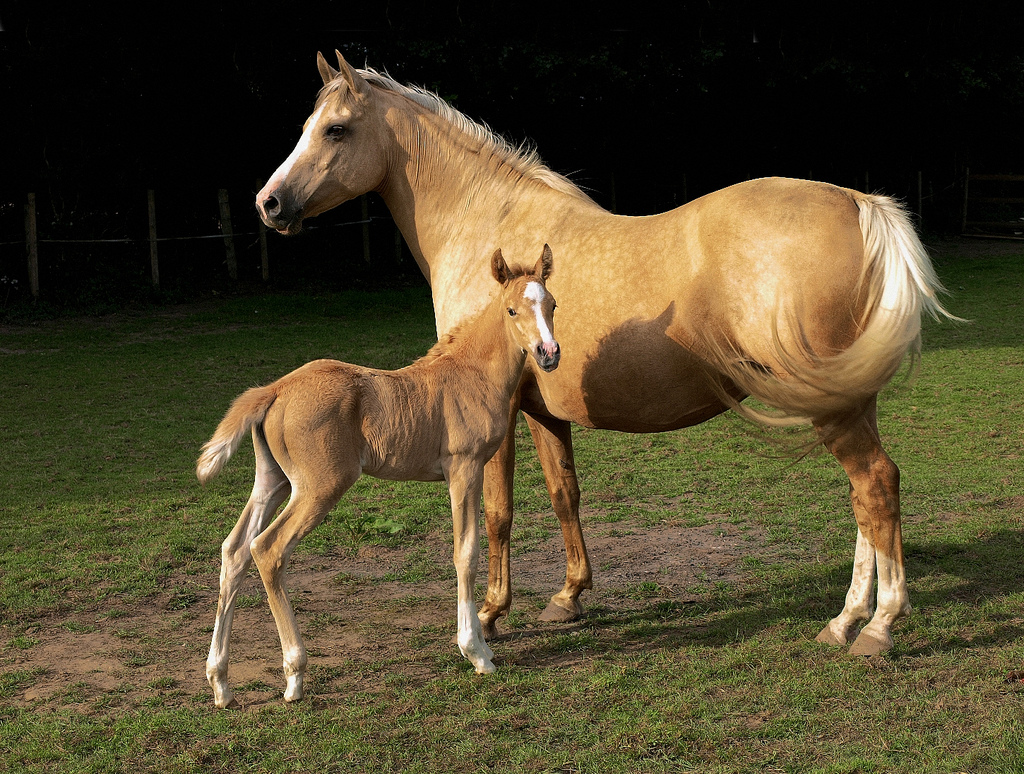
月毛の馬

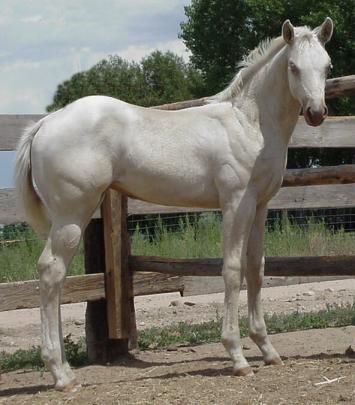
極めて白い月毛の仔馬。ただし肌は浅黒く、目は茶色である

月毛（つきげ、英: palomino、羅: gilvus/gilvus spadix）とは、原毛色が栗毛または栃栗毛で、変異型MATP遺伝子（クリーム様希釈遺伝子）をヘテロで持つ馬が発現する毛色のこと、またはこの毛色を持つ馬そのものを指す。クリーム色から淡い黄白色の被毛を持つ。

## 特徴
栗毛より明るく、佐目毛より濃い毛色である。被毛はクリーム色から淡い黄白色で、馬によっては佐目毛に近くなる場合もある。体の部位による色味の差は目立たないが、長毛は被毛と同じか、より明るい傾向がある。目は一般に茶色で、肌の色は浅黒い。佐目毛は青い目とピンクの肌を持つため、ここで区別することができる。
体毛には少量のフェオメラニンが含まれ、エウメラニンはごく少ない。
アラブ系の品種ではまず見られず、サラブレッドでも特定家系に限られるが、クォーターホースに比較的見られる。

## 遺伝型
この毛色の原因遺伝子は、変異型MATP遺伝子（クリーム様希釈遺伝子）と、変異型MC1R遺伝子（栗毛遺伝子）である。前者をヘテロで、後者をホモで持っている。芦毛遺伝子や白毛遺伝子など、より優先される毛色関連遺伝子は持たない。
栗毛遺伝子をホモで持つと、濃いフェオメラニンによる赤っぽい毛色になるが、これに加えてクリーム様希釈遺伝子を持つため、メラニンの濃度が下げられ、薄いフェオメラニンによるクリーム色の毛色になっている。
クリーム様希釈遺伝子については佐目毛参照。佐目毛（クリーム様希釈遺伝子がホモ）と異なり、月毛はクリーム様希釈遺伝子をヘテロでしか持たないため、佐目毛ほど全身白くはならない。

## 著名な月毛の名馬
- 放生月毛 - 越後の戦国武将上杉謙信が騎乗していた愛馬。月毛の名の通りクリーム色の毛色をしていた。